# Sobralia fuzukiae
Sobralia fuzukiae är en orkidéart som beskrevs av Robert Louis Dressler och Bogarín. Sobralia fuzukiae ingår i släktet Sobralia och familjen orkidéer.
Artens utbredningsområde är Panamá. Inga underarter finns listade i Catalogue of Life.